# Gornja Koviljača
Gornja Koviljača (cyr. Горња Ковиљача) – wieś w Serbii, w okręgu maczwańskim, w mieście Loznica. W 2011 roku liczyła 539 mieszkańców.